# Bitka kod Šćedra
Bitka kod Šćedra, pomorska bitka u Šćedorskom kanalu između otoka Šćedra (lat. Tauris) i otoka Hvara. Zbila se 47. pr. Kr. Bila je odlučujuća bitka Cezarove i Pompejeve flote. Cezarov zapovjednik Publije Vatinije nanosi poraz Pompejevoj floti koju je vodio M. Oktavije i osvaja Vis koji postaje Cezarova luka. Pompejeva je mornarica bila prisiljena na odstup prema Grčkoj i Siciliji.